# (Sittin' On) The Dock of the Bay
«(Sittin 'On) The Dock of the Bay» és una cançó de música soul del cantant americà Otis Redding. Va aparèixer l'any 1968, després de la mort de Redding, i va tocar el número 1 de la llista Billboard.
Redding va escriure el primer vers de la cançó a Waldo Pier (Sausalito, Califòrnia), durant una gira amb els Bar-Keys l'agost de 1967, amb el títol abreujat «Dock of the Bay». Al llarg de la gira dels LP King & Queen i Live in Europa, va continuar escrivint la lletra de la cançó. El novembre d'aquell mateix any, Redding i el productor i guitarrista Steve Cropper van completar la cançó i la lletra. La col·laboració de Cropper va aportar al tema un aire diferent de la resta de les cançons de Redding. Finalment, el tema va sortir al mercat el gener de l'any següent.
La popularitat de «(Sittin 'On) The Dock of the Bay», l'ha convertit en un tema del qual s'han fet moltes versions, entre les quals es poden destacar les de cantants com Percy Sledge, Willie Nelson, Michael Bolton o Pearl Jam. Ocupa el vint-i-vuitè lloc a la llista de les 500 millors cançons de tots els temps, segons la revista Rolling Stone.